# Ragnall ua Ímair
No confundir con Ragnall mac Ímair, rey vikingo del reino de Waterford (1000-1018)
Ragnall (irlandés antiguo: Ragnall ua Ímair; nórdico antiguo: Rögnvaldr) (m.920 o 921), fue un caudillo hiberno-nórdico, monarca vikingo del reino de Northumbria, probablemente también del oeste y norte de Escocia y casi con certeza las islas Hébridas, también dominó la región del mar de Irlanda y la isla de Man, derrotando en batalla naval a Bárid mac Oitir en 914 que encabezó la defensa del reino vikingo de Mann en 914. llegando su poder hasta el sur (en el reino de Waterford), la provincia irlandesa de Munster y brevemente también el reino vikingo de Jórvik (York) en Inglaterra que se diferenciaba de Northumbria en aquel tiempo.
Ragnall fue uno de los nietos de Ímar, el fundador de la dinastía Uí Ímair (o Casa de Ivar), y compartía el poder con otros nobles con vínculos de sangre como Sitric Cáech y Gofraid ua Ímair. Su identidad se cuestionó durante cierto tiempo, pero cada vez tiene más peso la teoría que Ragnall es la figura histórica de Rognvald Eysteinsson, personaje que aparece en la saga Orkneyinga como ha sugerido el historiador Alex Woolf.
El Ímar de quien desciende Ragnall es un personaje llamado el «rey de los hombres del norte de toda Britania e Irlanda», cuya muerte es patente en los Anales de Ulster en 873; a veces se le ha identificado como uno de los caudillos del gran ejército pagano, Ivar el Deshuesado, pero tal supuesto no tiene base argumentada.